# 阿南市立津乃峰小学校
阿南市立津乃峰小学校（あなんしりつ つのみねしょうがっこう）は、徳島県阿南市津乃峰町にある公立の小学校。

## 沿革
- 1985年（昭和60年）04月01日 - 阿南市立津乃峰小学校が開校。
- 1997年（平成09年）12月24日 - 藍青賞を受賞。

## 校歌
津乃峰小学校歌
- 作詞：西堀幸 / 作曲：石川透 / 監修：違谷隆雄

## 通学区域が隣接する学校
- 阿南市立見能林小学校
- 阿南市立長生小学校
- 阿南市立桑野小学校
- 阿南市立橘小学校